# José de San Martín
José de San Martín (Yapeyú, Argentina, 25 de febrer de 1778 - Boulogne-sur-Mer, França, 17 d'agost de 1850) va ser un militar argentí, les campanyes del qual van ser decisives per a les independències de l'Argentina, Xile i el Perú. Al costat de Simón Bolívar és considerat un dels alliberadors més importants de Sud-amèrica de la colonització espanyola. A l'Argentina té el títol de Pare de la Pàtria i se'l considera heroi i prócer nacional. A Perú se'l reconeix com a Libertador d'aquell país i a Xile l'Exèrcit li reconeix el grau de Capità General.

## Família
José Francisco de San Martín y Matorras va néixer a Yapeyú, una missió jesuítica a la vora del riu Uruguai, Governació de les Missions del Virregnat del Riu de la Plata, a l'actual Província de Corrientes, el 25 de febrer de 1778. El seu pare, Juan de San Martín Gómez, havia nascut a la vila de Cervatos de la Cueza, a la província de Palència, Espanya, i era tinent governador del departament. La seva mare, la senyora Gregoria Matorras del Ser, era neboda d'un conquistador del Chaco. Va ser el petit de cinc germans: María Elena, Manuel Tadeo, Juan Fermín Rafael i Justo Rufino.

## Viatge a Espanya
El 1781, quan San Martín tenia 3 anys, la família es va traslladar de Yapeyú a Buenos Aires. Posteriorment decidiren anar-se'n a Espanya, i s'embarcaren cap a Cadis el 6 de desembre de 1783. San Martín va començar els seus estudis al Real Seminari de Nobles de Madrid i en l'Escuela de Temporalidades de Màlaga en 1786. Allà va aprendre llatí, francès, castellà, alemany, ball, dibuix, poètica, esgrima, retòrica, matemàtica, història i geografia.

### Carrera militar
El 1789, als onze anys, comença la seva carrera militar al regiment de Múrcia, mentre esclatava la Revolució Francesa. Va lluitar a la campanya del nord d'Àfrica combatent els moros a Melilla i Orà. El 1797 fou ascendit a sotstinent per les seves accions als Pirineus contra els francesos 1793. L'agost d'aquell any el seu regiment, que havia participat en les batalles navals contra la marina anglesa al Mediterrani, es va rendir.
Més tard, amb el grau de capità segon d'infanteria lleugera, prengué part a algunes accions a Gibraltar i Cadis.
El 1808 les tropes de Napoleó envaïen la Península i el rei Ferran VII és fet presoner. Esclata la rebel·lió contra l'emperador i contra el seu germà José Bonaparte, que havia estat proclamat Rei d'Espanya. S'establix una Junta Central de Govern que actua primer en Sevilla i després a Cadis. San Martín és ascendit per la Junta al càrrec d'ajudant 1r del regiment de Voluntarios de Campo Mayor. Distingit per les seves accions contra els francesos, és ascendit a capità del regiment de Borbón. L'exèrcit ataca i venç els francesos a la batalla de Bailén el 19 de juliol de 1808, tenint-hi San Martín una actuació destacada. Aquesta victòria permet a l'exèrcit d'Andalusia recuperar Madrid i és la primera derrota important de les tropes de Napoleó. San Martín rep el grau de tinent coronel i és condecorat amb una medalla d'or. Continua lluitant contra els francesos a l'exèrcit dels aliats: Espanya, Portugal i Anglaterra. Combat a les ordres del general Beresford a la batalla d'Albuera. Coneix Lord Macduff, noble escocès, que l'introduïx a les lògies secretes que conspiraven per a aconseguir la independència d'Amèrica del Sud. Aquí entra en contacte per primera vegada amb cercles de liberals i revolucionaris, que simpatitzaven amb la lluita per la independència americana.

## Londres

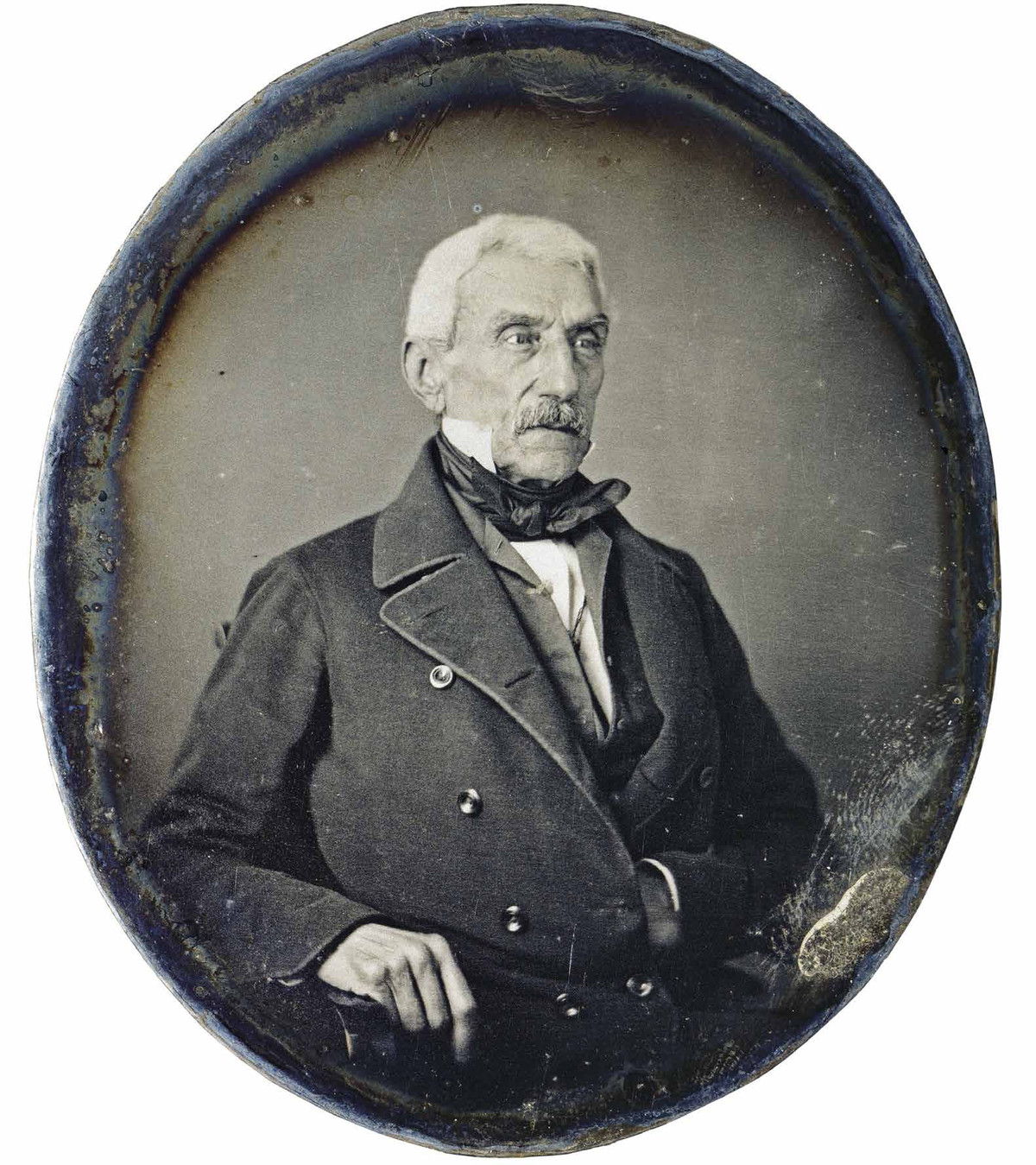
Daguerreotip de José de San Martín (1848)

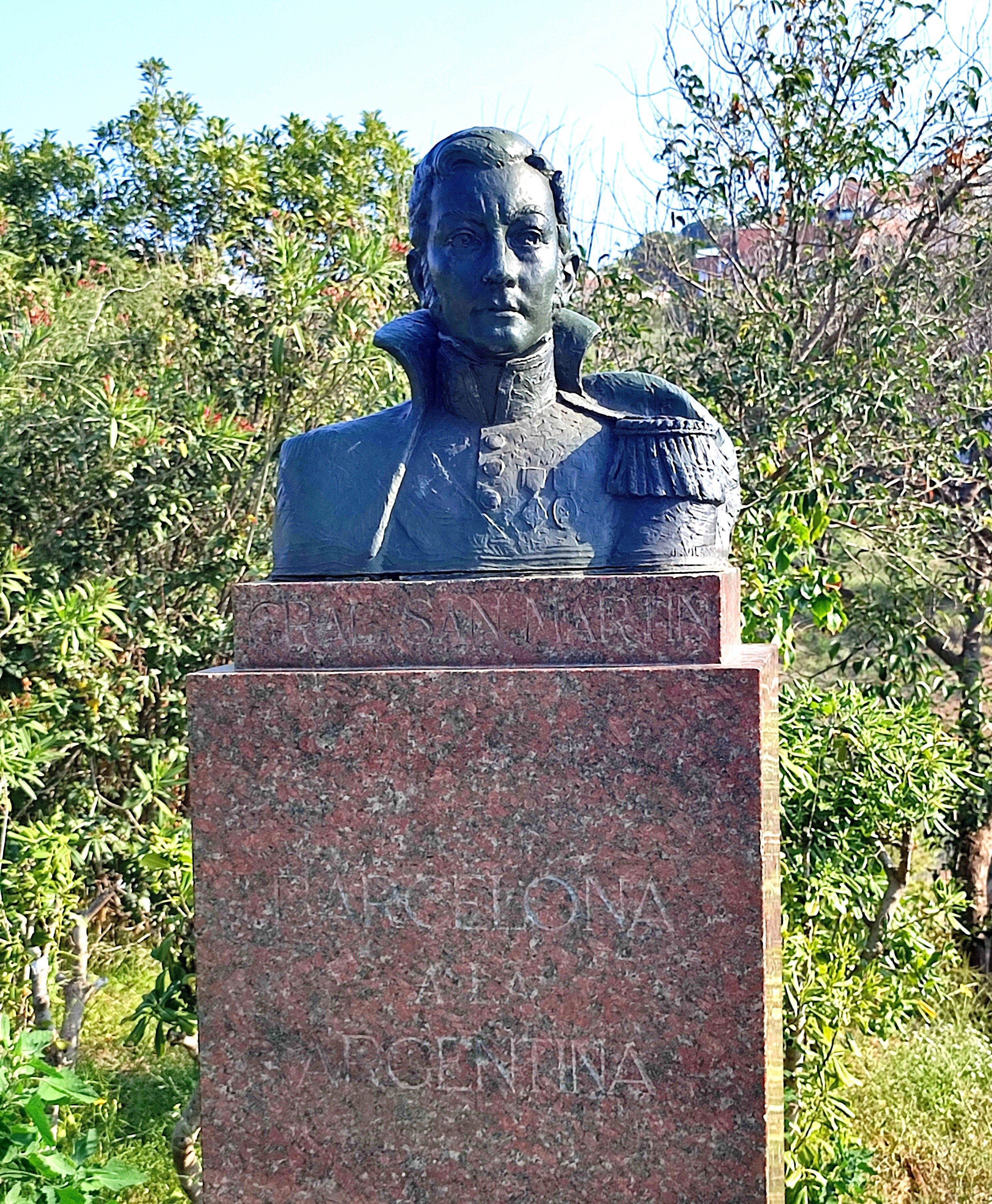
Monument a San Martín a Barcelona

En 1811 renuncia a la seva carrera militar a Espanya. Per mitjà de Lord Macduff va obtenir un passaport per a viatjar a Anglaterra, i se n'hi va anar el 14 de setembre del mateix any, per a viure al número 23 de Park Road de Westminster, a Londres. Allà conegué compatriotes de l'Amèrica espanyola: Carlos María de Alvear, José Matías Zapiola, Andrés Bell i Tomás Guido, entre d'altres. Tots formaven part de la Logia Lautaro de la Gran Hermandad Americana que havia fundat el "precursor" Francisco de Miranda qui amb Simón Bolívar ja lluitava a Amèrica per la independència de Veneçuela. A la germandat es va relacionar amb polítics britànics, qui li van fer conèixer el Pla de Maitland, una estratègia perquè Amèrica s'independitzés d'Espanya.

## Retorn a Buenos Aires
El gener de 1812 San Martín s'embarca cap a Buenos Aires a la fragata anglesa George Canning. Va Ser rebut pels membres del Primer Triunvirat de las Provincias Unidas del Río de la Plata, que li van reconèixer el seu grau de Tinent Coronel. El 16 de març li van demanar que creés un regiment de soldats per a custodiar les costes del Paraná. Amb Carlos María de Alvear i José Matías Zapiola funda la Lògia Lautaro de Buenos Aires. A causa de la política centralista que seguia el Triumvirat, la Lògia i la Societat Patriòtica pensaven que el govern era un obstacle per als seus plans. El 8 d'octubre els soldats, acompanyats per San Martín i els altres membres, exigeixen la renúncia dels triumvirs. El 12 de novembre de 1812 es casa amb Remedios de Escalada, de 15 anys.

## Actuació al Riu de la Plata

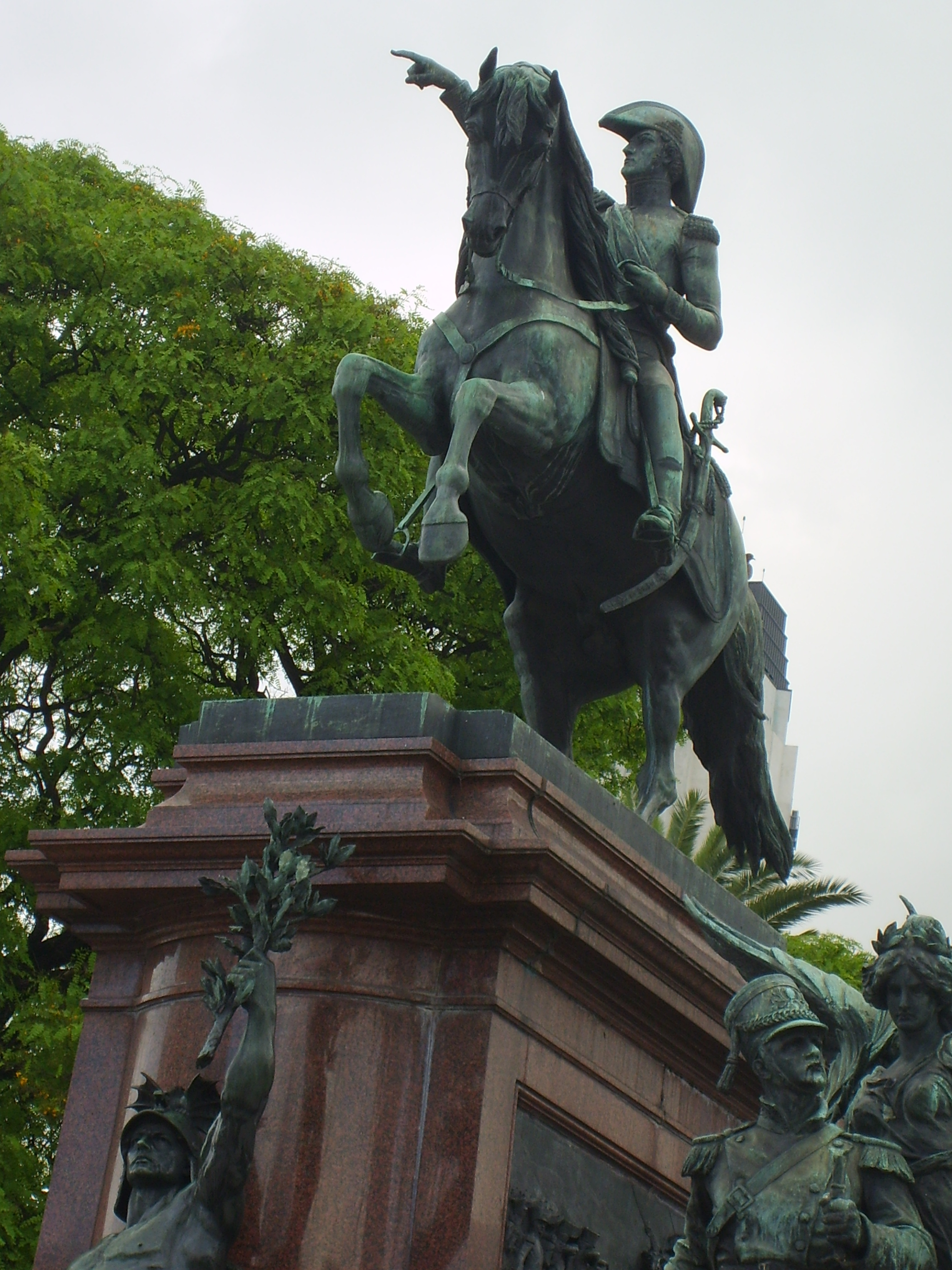
Monument a San Martín a Buenos Aires.

Les costes del Paraná eren atacades permanentment pels espanyols i San Martín es va instal·lar amb les seves tropes al convent de San Carlos. El 3 de febrer de 1813 i a causa del desembarcament de 300 espanyols, es va lluitar a la zona el Combat de San Lorenzo.

### Exèrcit del Nord

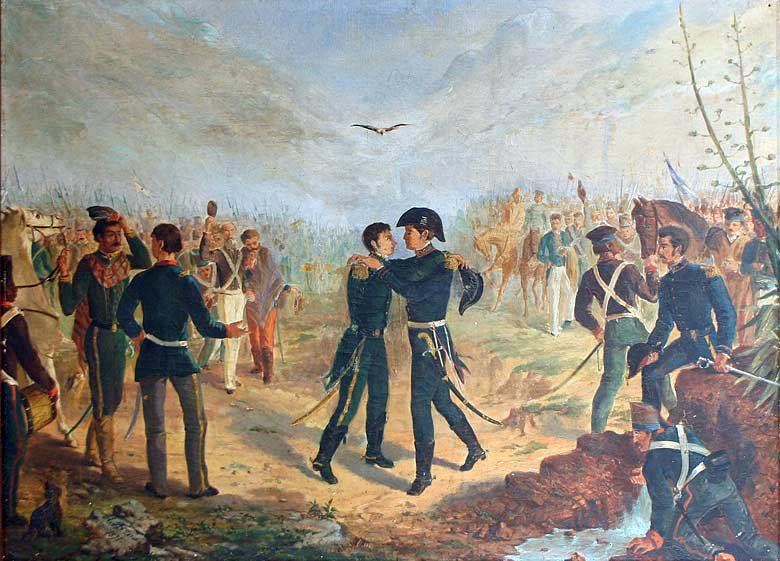
Encontre amb Manuel Belgrano.

Després d'aquesta victòria San Martín va ser designat per a fer-se càrrec de l'Exèrcit del Nord, on hagué de substituir el general Manuel Belgrano. Des del seu recent càrrec de Comandant General de l'Exèrcit Auxiliar del Perú havia de reorganitzar un exèrcit desfet per les derrotes de Vilcapugio i Ayohuma. Va acordar amb Martín Miguel de Güemes la defensa de la frontera nord i va començar a preparar una futura estratègia militar. Va deixar un temps el comandament de l'exèrcit retirant-se a Saldán, província de Còrdova, per a curar-se d'una úlcera estomacal. Allà va parlar amb el seu amic Tomás Guido pe convèncer-lo de la necessitat d'ocupar Xile. El 20 de maig de 1816 Guido va enviar un escrit, la seva cèlebre "Memòria", al Director Suprem d'aleshores, Juan Martín de Pueyrredón, on hi exposava el pla. Pueyrredón l'aprovaria i manaria executar-lo.
Informe al govern del combat de San Lorenzo signat pel coronel José de San Martín, 3 de febrer de 1813
| « | Excm. Senyor. Tinc l'honor de dir a V.I. que el 3 de febrer els granaders del meu comandament al seu primer assaig han afegit un nou triomf a les armes de la pàtria. Els enemics en nombre de 250 homes van desembarcar a les 5 h 30' del matí al port de S. Lorenzo, i van anar sense oposició al col·legi San Carlos conforme al pla que tenien meditat, amb dues seccions de 60 homes cadascuna. Van fer molta resistència ajudada pel foc dels vaixells, però no van poder contenir l'intrèpid valor amb què els granaders van carregar sobre ells sabre en mà. Van fugir deixant al camp de batalla 40 morts, 14 presoners, i 12 ferits, però pels reguerots de sang que hi ha a terra crec que eren més. Dos canons, 40 fusells, 4 baionetes, i una bandera que faig a mans de V.I. que va ser presa pel valent oficial Hipólito Bouchard. De la nostra part s'han perdut 26 homes, 6 morts, i els altres ferits. D'aquest nombre són: el capità Justo Bermúdez, i el tinent Manuel Díaz Vélez, que avançant amb energia va caure a les mans de l'enemic. El valor i intrepidesa que ha manifestat l'oficialitat i tropa del meu comandament els fa creditors dels respectes de la pàtria i les atencions de V.I. Compto entre aquests l'esforçat i benemèrit rector Dr. Julián Navarro, que es va presentar amb valor animant amb la seva veu, i subministrant els auxilis espirituals. Igual mèrit tenen els oficials voluntaris Vicente Marbre i Julián Corvera, que van ser al costat dels meus coratjosament contra tots els perills. Segurament el valor i intrepidesa dels meus granaders haguessin acabat aquest dia de cop les invasions dels enemics a les costes del Paraná, si no haguessin fugit, però goso a pronosticar sense temor que aquest escarment serà motiu que els enemics no tornin a inquietar aquests pacífics moradors. Déu guardi a V.I. molts anys. San Lorenzo febrer 3 de 1813 JOSE de SAN MARTIN | » |

### Governador de Cuyo
Quan el 1814, Gervasio Antonio Posadas el va nomenar Governador de Cuyo, el seu pla ja estava acabat i aprovat, i a partir d'aquest moment San Martín començà els preparatius d'organització de l'Exèrcit dels Andes.
Amb el suport del nou director suprem, Carlos María de Alvear, que havia conegut a Cadis, es va dedicar a organitzar un exèrcit amb els refugiats, alhora que el Congrés de Tucumán declarava la independència de les Províncies Unides del Riu de la Plata el 9 de juliol de 1816. Al nord-oest de Mendoza va fer el seu estat major al campament del Plumerillo.
El 23 d'agost de 1816 va néixer a Mendoza la seva única filla, Mercedes Tomasa, que l'acompanyaria a l'exili.

## Expedició d'alliberament

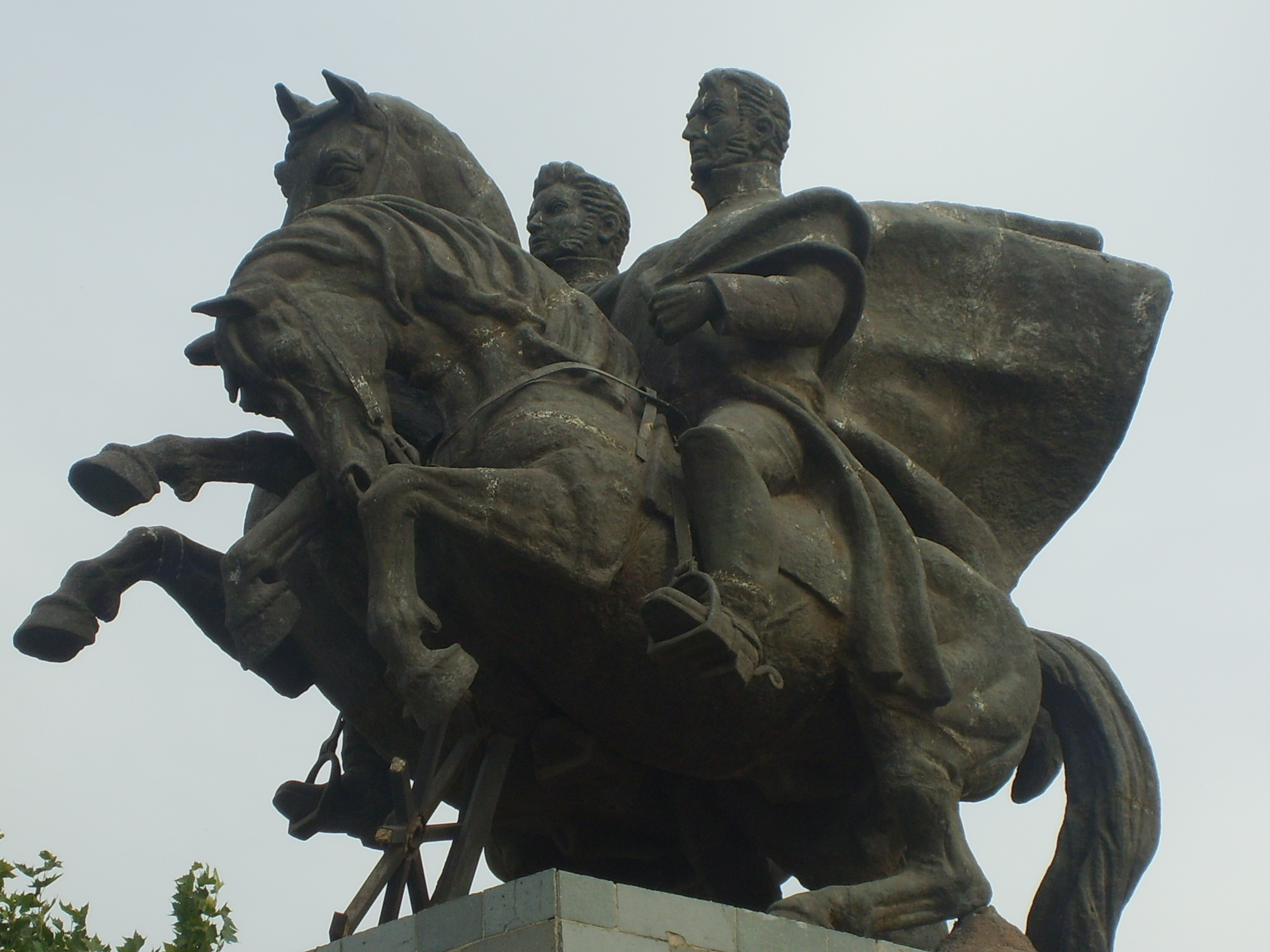
Monument a San Martín i O'Higgins als plans del Tempero Votivo de Maipú, on hi va haver la batalla que va donar la independència a Xile.

El Director Suprem Juan Martín de Pueyrredón el va nomenar general en cap de l'Exèrcit dels Andes i el 12 de gener de 1817 es va començar des de Mendoza el Creuament dels Andes en direcció a Xile.
L'Exèrcit dels Andes va ser un dels dos grans cossos militars de la Guerra d'Independència. Tenia al començament amb 4000 homes i 1200 milicians per a dur queviures i municions.
L'Exèrcit es dividia en dues columnes manades pel capità general San Martín. La primera havia de travessar la serralada dels Andes pel pas de los Patos, manada pel general Bernardo O'Higgins. La segona columna estava sota el comandament del general Juan Gregorio Les Heras, i havia d'anar pel camino de Uspallata, portant tota l'artilleria, que no podia passar pel pas de los Patos.
Les dues havien de trobar-se a la vall de l'Aconcagua, mentre uns altres efectius dispersaven les forces enemigues, enganyant-les sobre les columnes principals. Les forces de Les Heras, d'O’Higgins i de Soler es reuneixen el 8 de febrer al Campament de Curimón. Com que el cap reialista, Coronel Rafael Maroto, anava cap a les cases de Chacabuco, San Martín va ordenar l'avanç. El 12 de febrer hi ha la batalla de Chacabuco. L'Exèrcit dels Andes va obtenir la victòria sobre els reialistes a les ordres de Marc del Pont. Hi va haver 500 morts i 600 presoners.
Això va permetre l'entrada de l'exèrcit a Santiago. El 18 de febrer es va convocar a un Cabildo Obert que va proposar a San Martín com a Director Suprem de la naixent república, però aquest va rebutjar l'oferiment. L'endemà el cabildo nomena O'Higgins com a director suprem.
Després de l'emancipació xilena San Martín va anar a Buenos Aires per obtenir del govern un emprèstit que permetés pagar les despeses de l'Expedició llibertadora del Perú. Pueyrredón li va prometre 500.000 pesos però després va haver-hi dificultats per a complir la promesa a causa de les lluites internes entre Buenos Aires i els altres dirigents. Llavors San Martín va renunciar a la prefectura de l'exèrcit. San Martín rep del Directori 200.000 pesos, i al costat de l'ajuda financera obtinguda del Director Suprem de Xile, Bernardo O'Higgins, poden crear una armada. El govern de Xile va decidir que San Martín seria el comandant en cap de l'expedició, que l'expedició navegaria sota bandera xilena i que el comandant seria el marí escocès Lord Thomas Cochrane. Finalment San Martín és designat Brigadier de l'Exèrcit de Xile per a després d'haver sortit l'expedició, ser designat Capità General de l'Exèrcit de Xile.
El 19 de març de 1818 hi ha la batalla sorpresa de Pista Rayada. L'exèrcit unit sota les ordres de San Martín acampava prop de Talca, quan es va saber que Mariano Osorio, cap espanyol, li preparava un atac per sorpresa a la nit. San Martín va canviar la posició de les tropes per a sorprendre els reialistes. Quan la maniobra encara no s'havia acabat els espanyols van atacar. Hi va haver una gran confusió, perquè els reialistes no sabien res del canvi de posicions ordenat per San Martín, i els patriotes encara no l'havien acabat de fer. Els espanyols van perdre 300 homes, però van quedar amos del campament. Els patriotes van tenir 120 baixes, però van perdre el campament, els fusells i 26 canons. La divisió a càrrec de Les Heras es va retirar de la lluita. Així va poder salvar els homes i els canons. San Martín va reorganitzar els seus mitjans a les planes de Maipú.
Fidel Roig Matons, pintor nascut a Girona, després d'arribar a l'Argentina i radicar-se a Mendoza, cap a 1908 va pintar algunes escenes de la travessa de l'exèrcit a les ordres de José de San Martín a través de la serralada dels Andes. Matons va documentar la confecció dels uniformes militars, la vestimenta que usaven els civils, el color, les textures, etc., els barrets, les cadires de muntar, els arnesos, les valises de cuir que les mules de càrrega transportaven entre el fred i les tempestes de neu.

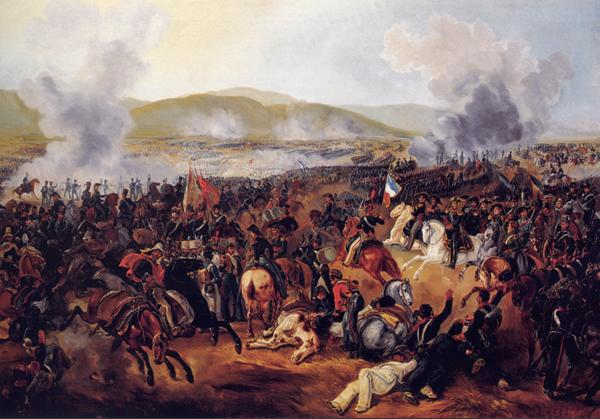
La Batalla de Maipú

El 5 d'abril es tornen a enfrontar a la batalla de Maipú. Aquesta batalla va tenir tres etapes. Primer, San Martín va desplaçar les forces patriotes linealment, per a atacar als reialistes que eren a un turó. Van fer un triangle per a atacar amb la cavalleria i l'artilleria pel sud. Osorio va fer anar les seves forces per la dreta, però l'esquerra va cedir totalment. L'exèrcit reialista hagué de retrocedir desordenadament, els granaders van empaitar a cavall les últimes tropes que es retiraven. L'adversari deixava al camp de batalla 2.000 cadàvers, prop de 2.500 presoners, tot el seu armament i material de guerra. El general O'Higgins, ferit durant la batalla, es va acostar muntat a cavall per a abraçar San Martín. Molta gent han relatat aquesta escena amb profunda emoció. La victòria de Maipú passa a la història com una gran batalla a partir d'una maniobra extraordinària. L'informe de la victòria diu: Acabem de guanyar completament l'acció. La nostra cavalleria els empaita. La pàtria és lliure, abril de 1818. San Martín. El govern de Xile ho premia amb una vaixella de plata i 6.000 pesos, però el Libertador va rebutjar tots dos regals dient: El temps en què som no permet tant de luxe.
Amb la batalla de Maipú s'obté definitivament la victòria sobre les tropes reialistes i s'assegura, finalment, la independència de Xile. Quan estava a punt de reprendre la campanya al Perú, rep l'ordre del Directori d'anar cap al Litoral fluvial amb el seu exèrcit per a combatre els federals de Santa Fe i Entre Ríos. San Martín s'hi nega dient: "El general San Martín mai no desembeinarà la seva espasa per a combatre els seus paisans".
Finalment, el 20 d'agost de 1820 surt San Martín al costat de l'expedició des de Valparaíso cap al Perú. L'expedició tenia al voltant de 4.500 homes, pertanyents a l'Exèrcit llibertador dels Andes i a l'Exèrcit de Xile, dels quals 1.600 eren mariners. Es van embarcar a vuit vaixells de guerra i setze transports.

### Independència i Protectorat del Perú

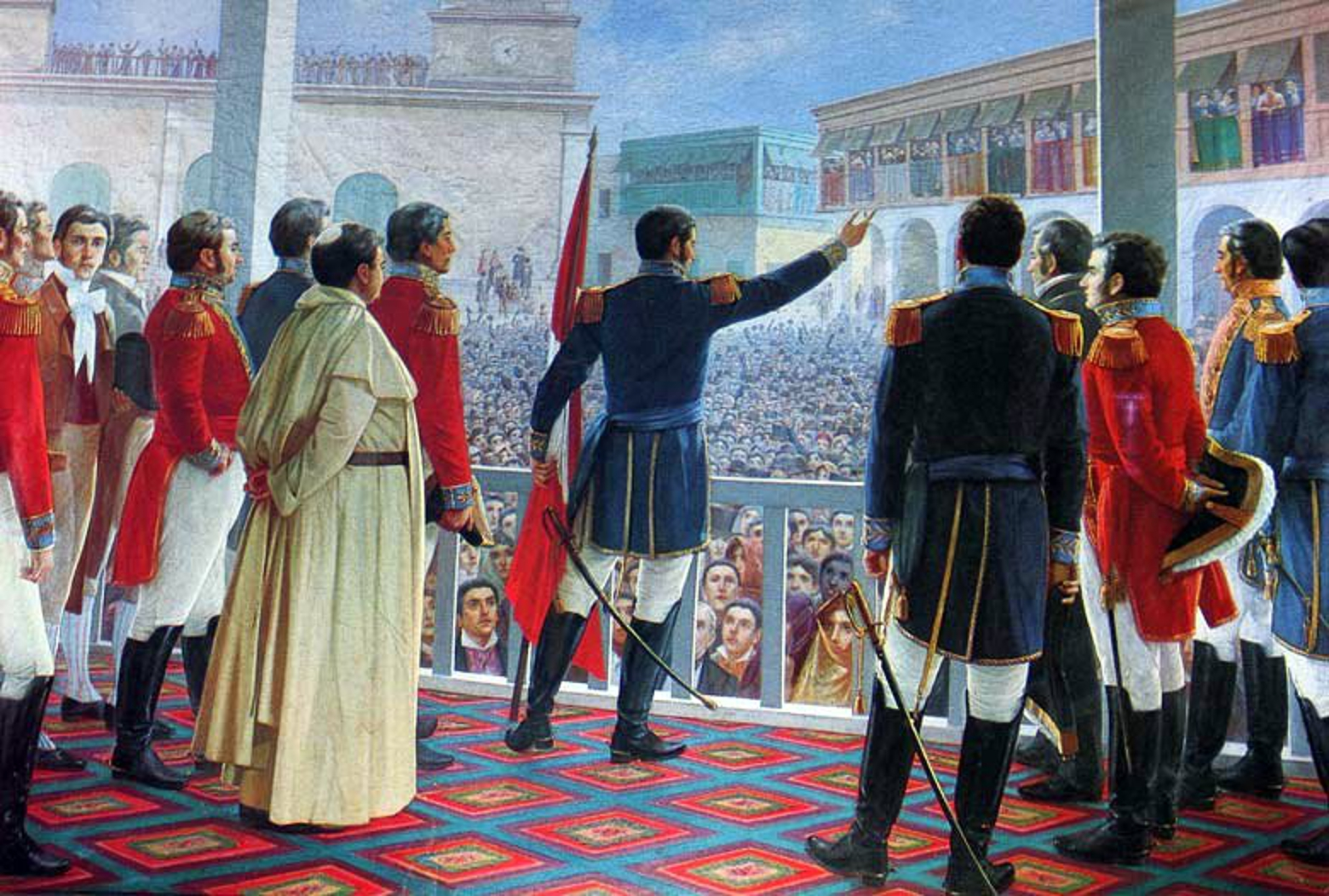
San Martín proclama la independència del Perú el 1821

El 8 de setembre, el general i el seu exèrcit desembarquen al port de Pisco fent retrocedir l'exèrcit espanyol, que es replega a la zona de Sierra.
El virrei Pezuela, cap de l'exèrcit reialista, tenia uns 20.000 soldats, escampats per tot el virregnat, dels quals la major part defensava Lima. Tractant de guanyar temps per a reunir a tots els soldats, proposa una sortida diplomàtica al conflicte, però no va arribar a cap acord acceptable per a San Martín. Aquest envia immediatament una divisió manada pel general Juan Antonio Álvarez de Arenales cap a Lima, per la ruta de la serra, per a propiciar la insurrecció de les poblacions del camí. San Martín segueix amb l'armada i els primers dies de novembre desembarca a Huacho, on fortifica la seva posició i comença l'estratègia per a assetjar Lima.
El 29 de gener de 1821 es revolten uns alts oficials reialistes contra el virrey Pezuela, que és derrocat i substituït pel general José de La Serna. Aquest serà nomenat virrey del Perú per la corona, i proposa a San Martín unes noves negociacions diplomàtiques. Aquestes finalment fracassen perquè la proposta definitiva del general era la independència del Perú. El setge de Lima va durar uns mesos, i al març va arribar al Perú el capità Manuel Abreu, enviat pel rei d'Espanya com emissari pacificador, sense cap conseqüència favorable per als independentistes. San Martín decideix una nova estratègia i envia dos exèrcits, un de manat pel general Guillermo Miller, per a desembarcar a les costes del sud i un altre de manat pel general Arenales, cap a la serra.
San Martín deixa Huacho i desembarca a Ancón, estrenyent el setge de Lima. Alhora, comença negociacions de pau, que es fan a la hisenda de Punchauca, prop de Lima, a finals d'abril, mitjançant els seus delegats Guido, García del Riu i José Ignacio de la Rosa i els del virrey La Serna: Abreu, Manuel de Pla i Mariano Galdiano. Les negociacions tornen a fracassar. L'alçament del regiment reialista Numancia --integrat per veneçolans-- a favor de la independència, li obre les portes de Lima, i obliga La Serna a fugir i anar a la serra el 5 de juliol.
San Martín ocupa Lima i reuneix un cabildo obert el 15 de juliol. El dia 28 San Martín declara la independència i és nomenat Protector del Perú amb autoritat civil i militar. Aquest mateix any va fundar la Biblioteca Nacional del Perú, a la qual va donar la seva col·lecció personal de llibres, i va crear l'Orde El Sol del Perú. Governa el Perú des del 3 d'agost de 1821 fins al 20 de setembre de 1822.
Durant el seu protectorat, rep una petició d'ajuda del general Antonio José de Sucre, lloctinent de Simón Bolívar, per a la campanya de l'Equador. San Martín envia soldats que van participar en les victòries de Riobamba i Pichincha, que van assolir la rendició de Quito. Entre els dies 26 i 27 de juliol de 1822 té lloc l'Entrevista de Guayaquil, on es reuneix amb Bolívar. Tenint com a tema principal l'alliberament del Perú, li cedeix a aquest la direcció de la campanya. Poc després decideix retirar-se de tots els càrrecs i tornar al seu país.
Havent tornat a Mendoza, va demanar autorització per a tornar a Buenos Aires i retrobar-se amb la seva dona, que estava greument malalta. Bernardino Rivadavia, ministre de govern del governador Martín Rodríguez, l'hi va negar dient que no seria segur per a San Martín tornar a la ciutat. El seu suport als dirigents de l'interior i la desobediència a una ordre que havia rebut del govern de reprimir els federals, li va valer que els unitaris volguessin jutjar-lo.
Però com que la seva dona empitjorava, va anar a Buenos Aires. Quan hi va arribar ella ja havia mort, el 3 d'agost de 1823.

## Exili autoimposat i mort

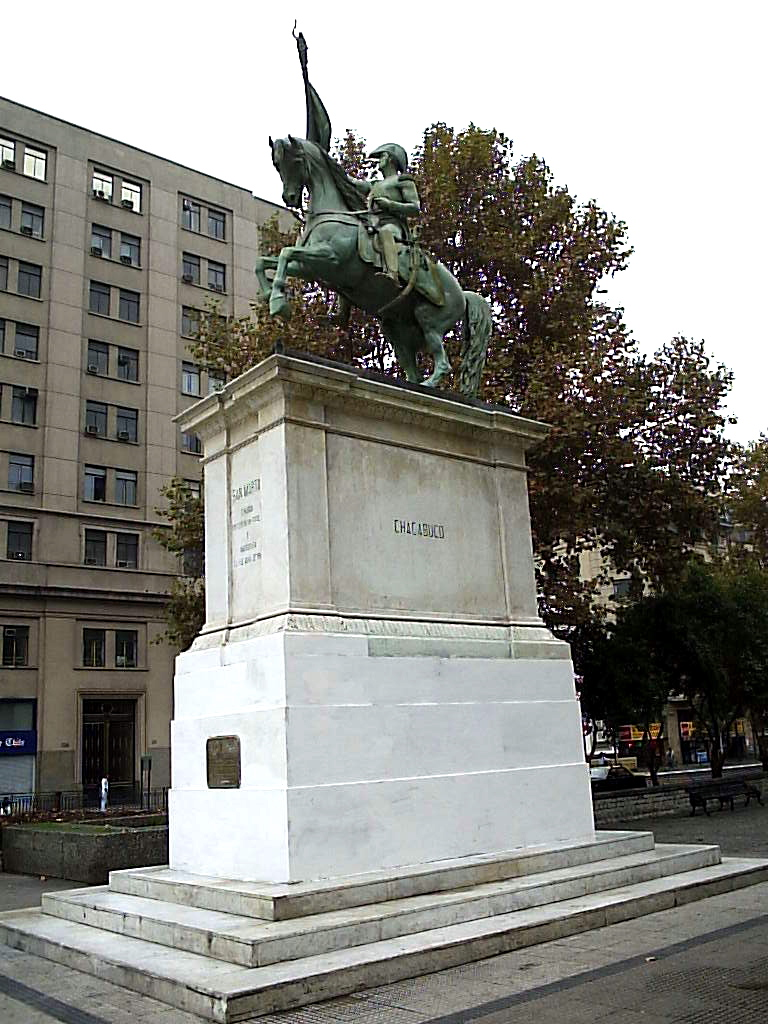
Monument a San Martín a Santiago de Xile

Quan va arribar a Buenos Aires, se'l va acusar d'haver-se convertit en un conspirador. Desanimat per les lluites internes entre unitaris i federals va decidir anar-se'n del país amb la seva filla, que havia estat amb la seva àvia. El 10 de febrer de 1824 va sortir cap al port de Le Havre, França. Tenia 45 anys i era Generalísimo del Perú, Capità General de la República de Xile i General de les Províncies Unides del Riu de la Plata. Després d'un breu període a Londres, es van instal·lar a Brussel·les i poc després a París.
En 1825 va redactar les Màximes para Merceditas, on sintetitzava quins eren els seus ideals educatius.
En 1828 va tornar a Buenos Aires, però no va arribar a desembarcar. Durant tres mesos va ser a Montevideo. L'aixecament del seu antic company Juan Lavalle contra el governador Manuel Dorrego, el posterior afusellament de Dorrego, les rivalitats i la profunda decepció que sentia per la política del país van ser els motius principals perquè San Martín decidís instal·lar-se definitivament a Europa.
Durant els anys de l'exili, San Martín tenia contacte amb els seus amics a Buenos Aires, per saber què passava. Quan va saber que hi havia la guerra de l'Argentina amb el Brasil, es va oferir per a lluitar-hi però no el van cridar mai.
El 1831 es va establir a França, en una casa de camp a prop de París. Es torna a trobar amb el seu excompany d'armes, Alejandro Aguado, marquès de les Marismas, que, convertit en un reeixit banquer, designa San Martín tutor dels seus fills petits, amb una paga generosa. Tres anys més tard i gràcies als diners estalviats treballant amb el seu amic, San Martín es va traslladar a una casa que va comprar al Grand Bourg, on va viure fins al 1848. Fins als seus últims anys, va tenir correspondència amb el seu gran amic Tomás Guido, que el tenia informat sobre la situació política a l'Argentina i Amèrica. Finalment, el març de 1848 es va traslladar a Boulogne-sur-Mer, on va morir a l'edat de 73 anys, a les tres de la tarda del 17 d'agost de 1850, en companyia de la seva filla Mercedes i del seu gendre Manuel Balcarce.
Al seu testament, signat el 1844, va declarar com el seu primer títol el de Generalísimo de l'Exèrcit del Perú i va expressar la seva voluntat que no se li fessin grans funerals, "però si desitjaria que el meu cor fos sepultat a Buenos Aires".

### Despulles
El 1861 les seves restes van ser traslladades a la tomba de la família González Balcarce, al cementiri de Brunoy, França. Més endavant hi hauria uns intents de repatriar-los. Durant la presidència de Nicolás Avellaneda es va crear la "Comissió encarregada de la repatriació de les restes del Libertador", fet que finalment va tenir lloc el 28 de maig de 1880. Al començament es volia posar les restes a la Catedral de Buenos Aires, davant de la Plaça de Maig. No es va fer per l'oposició de l'Església, que deia que d'acord amb els cànons apostòlics romans no podia accedir-hi, perquè la filiació maçona del general San Martín implicava la seva excomunió. Aquesta dificultat es va veure agreujada pels enfrontaments entre l'Església i la maçoneria, degudes a l'expulsió dels jesuïtes del Riu de la Plata. Després de llargues negociacions, es va arribar a un acord no del tot satisfactori. Des de llavors, el fèretre és en un mausoleu fora de la planta principal de la Catedral i inclinat uns 45° amb el seu cap cap avall, com a símbol, segons arguments eclesiàstics, d'una suposada condemna infernal a la qual estarien exposats els maçons.
Reconegut com a Libertador de tres països, els sud-americans recordaran sempre, allò escrit a la seva tomba: "Va triomfar a San Lorenzo, va fer la independència argentina, va passar els Andes, va dur la seva bandera emancipadora a Xile, al Perú i a l'Equador".

## Trobada amb amics
Entre els compatriotes que va rebre durant l'exili hi havia Sarmiento, Alberdi i Alejandro Aguado. El 1843 va rebre la visita de Juan Bautista Alberdi. Entre 1845 i 1848, Domingo Faustino Sarmiento, que va anar a Europa per encàrrec del govern de Xile, es va trobar amb San Martín al Grand Bourg unes quantes vegades. Durant aquestes trobades, s'informava constantment dels fets de la política argentina.

## El seu testament
El testament va ser datat a París el 23 de gener de 1844, deixant com única hereva a la seva filla Mercedes de San Martín, casada amb Mariano Balcarce. Unes altres clàusules van ser:
- Que Mercedes pagui a la seva tia María Elena una pensió vitalícia.
- Que a la mort de María Elena, pagui una pensió a la filla d'aquesta, Petronila.
- Que el seu sabre corvo fos lliurat a Juan Manuel de Rosas.
- Va prohibir els funerals i l'acompanyament fins al cementiri, però la seva voluntat era que el seu cor descansés a Buenos Aires.

(Brussel·les, Bèlgica, 1825)

## Filiació polèmica
Durant tota la seva vida, van sorgir anècdotes sobre la tonalitat fosca, bruna, de la pell del prócer. El 2000, l'escriptor José Ignacio García Hamilton al llibre Don José exposa una versió controvertida sobre origen mestís de San Martín. La versió es va basar en una altra de l'historiador argentí Hugo Chumbita, que diu que el general seria fill de l'espanyol Diego d'Alvear (pare de Carlos María d'Alvear) i d'una jove guaraní de nom Rosa Guarú. Segons Chumbita, Alvear hauria donat el nadó a Juan de San Martín i Gregoria, que el van batejar donant-li els seus cognoms. Chumbita es va basar en un llibre de memòries de María Joaquina d'Alvear i Sáenz de Quintanilla (1823-1889), filla de Carlos d'Alvear.